# Maurice Baker
Maurice "Mo" Baker (17 de julio de 1979; Madison, Illinois) es un exbaloncestista estadounidense. Destacó su trayectoria en Santa Cruz Warriors en donde es líder histórico en puntos, rebotes, asistencias, robos, partidos jugados y minutos jugados.

## Trayectoria

### Instituto
En su año sénior en el high school de sus ciudad de origen, Baker promedió 33,8 puntos y 12,4 rebotes en los 10 últimos partidos de la temporada, destacando los 50 puntos en la primera ronda del torneo regional. Por lo que fue incluido en el St. Louis Post-Dispatch All-Metro team.

### Universidad
En 1998 juega en los Red Storm de la Dixie State University. En su temporada sophomore consigue con su universidad un balance de 22 victorias y 11 derrotas por lo que entraría en el  NJCAA All-American. En el año 2000 cambia de universidad y pasa a jugar con los Cowboys de la Universidad Estatal de Oklahoma.

### Profesional
En febrero, firma un contrato de 10 días en sustitución del lesionado Shaun Livingston. En la temporada 2004/2005 fue quinto en asistencias por partido y séptimo en rebotes por partido, lo que le llevó a formar parte del primer quinteto de la temporada.
En enero de 2006, Baker fue elegido para el CBA all-star Game llevando unos promedios de 20,3 puntos, 7,7 rebotes 8,1 asistencias y 2,5 robos, siendo en estos dos últimos partados líder de la competición. Posteriormente ficha por Lietuvos Ritas donde sufre una lesión en el tobillo.
A la siguiente temporada, los Wizards cambiarían de competición y marcharían a la NBA Development League, en su primera temporada obtuvo el título de campeón de la competición.
En la 2008/09 consigue superar a Kevin Rice como máximo anotador de la historia de la franquicia de los Wizards y participa en el NBA Development League All-Srar Game.
[actualizar]

### Entrenador
En verano de 2017 es nombrado entrenador de los Trojans de su ciudad natal como entrenador del equipo de baloncesto del instituto.

## Estadísticas de su carrera en la NBA

### Temporada regular
| Año     | Equipo        | PJ | PT | MPP | %TC  | %3P  | %TL  | RPP | APP | ROB | TPP | PPP |
| ------- | ------------- | -- | -- | --- | ---- | ---- | ---- | --- | --- | --- | --- | --- |
| 2004-05 | L.A. Clippers | 1  | 0  | 1.0 | .000 | .000 | .000 | .0  | .0  | .0  | .0  | .0  |
| 2004-05 | Portland      | 4  | 0  | 4.5 | .000 | .000 | .000 | .5  | .3  | .3  | .0  | .0  |
| Total   | Total         | 5  | 0  | 3.8 | .000 | .000 | .000 | .4  | .2  | .2  | .0  | .0  |